# Fregetta grallaria
Fregetta grallaria là một loài chim trong họ Hydrobatidae.